# Stenoptilia pterodactyla
Stenoptilia pterodactyla là một loài bướm đêm thuộc họ Pterophoroidea. Loài này có ở châu Âu, Bắc Mỹ và Anatolia.

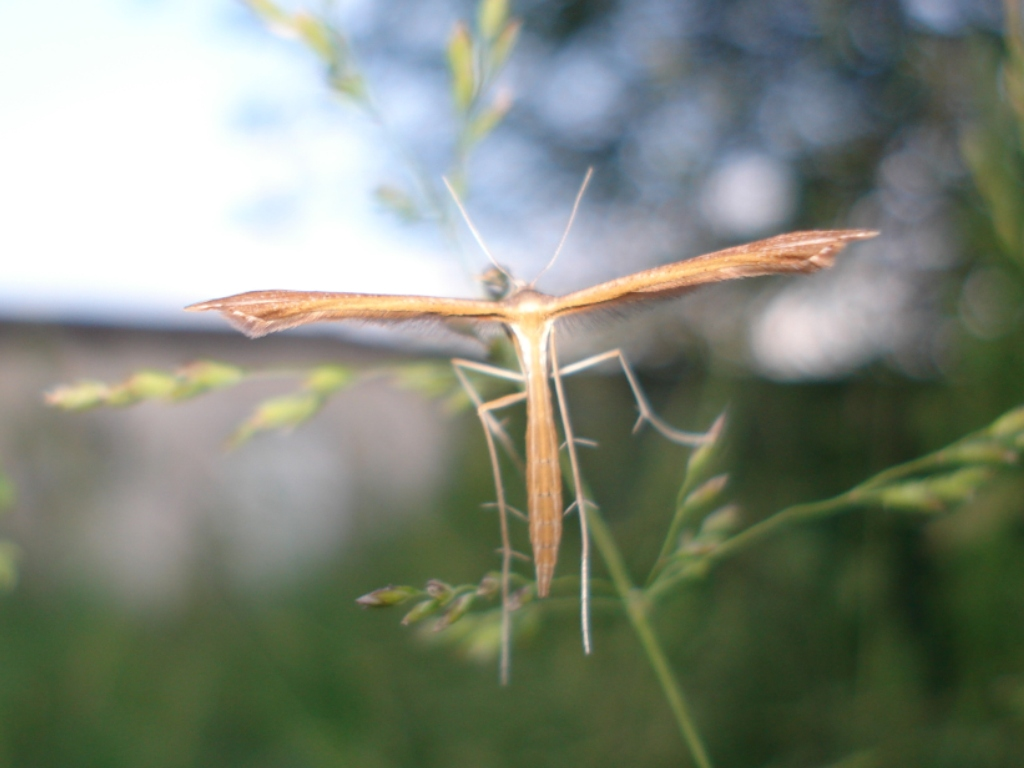

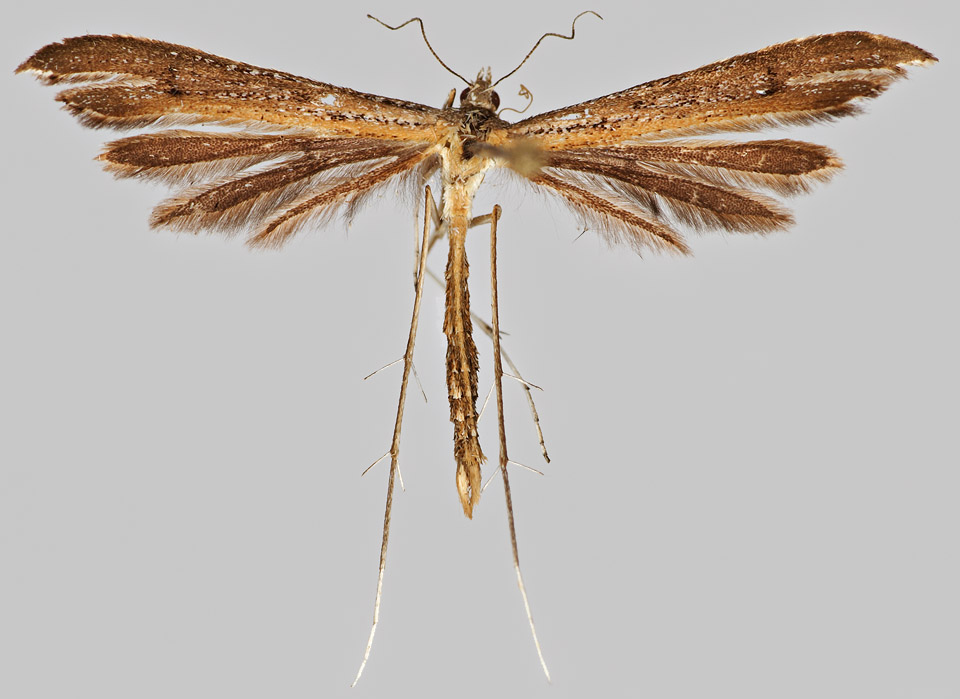

Sải cánh dài 20–28 mm.
Ấu trùng ăn Veronica chamaedrys.

## Hình ảnh

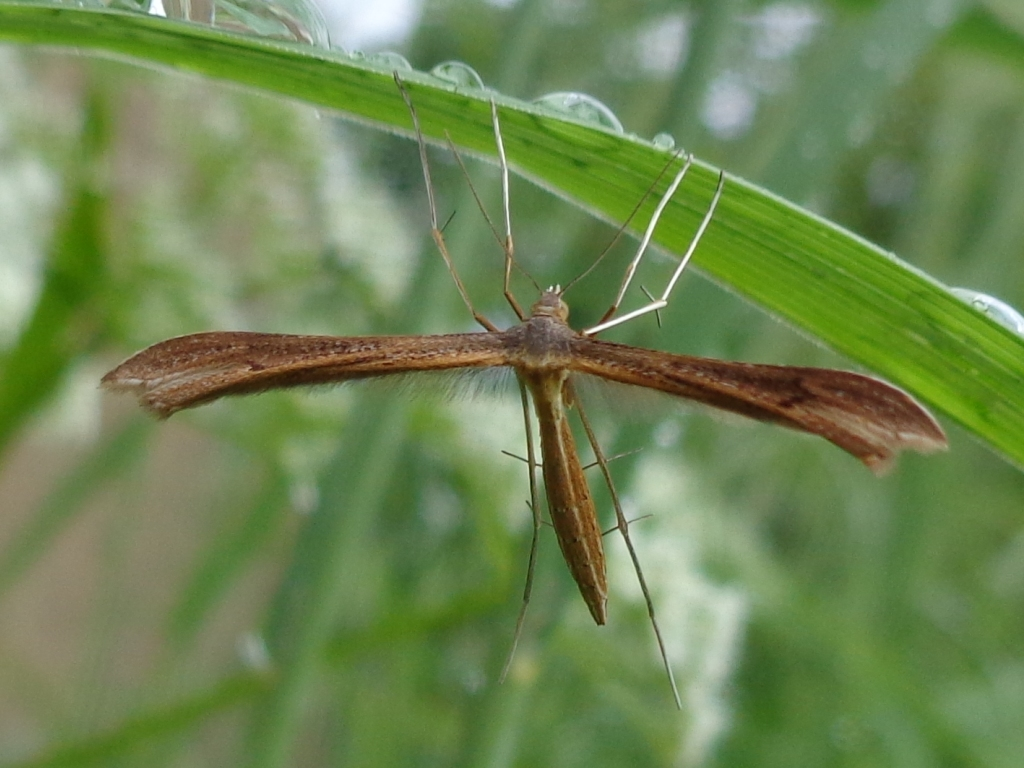
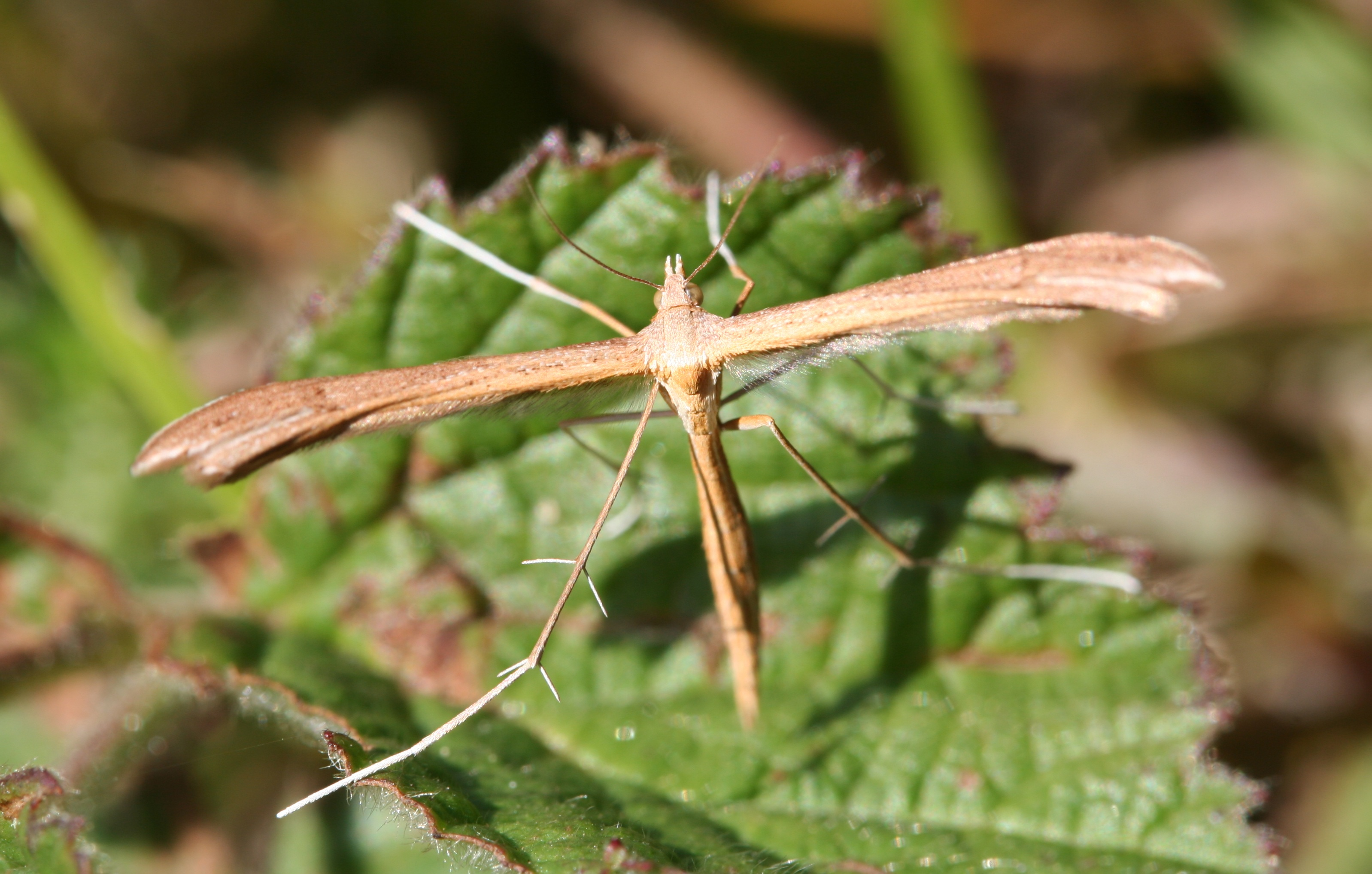
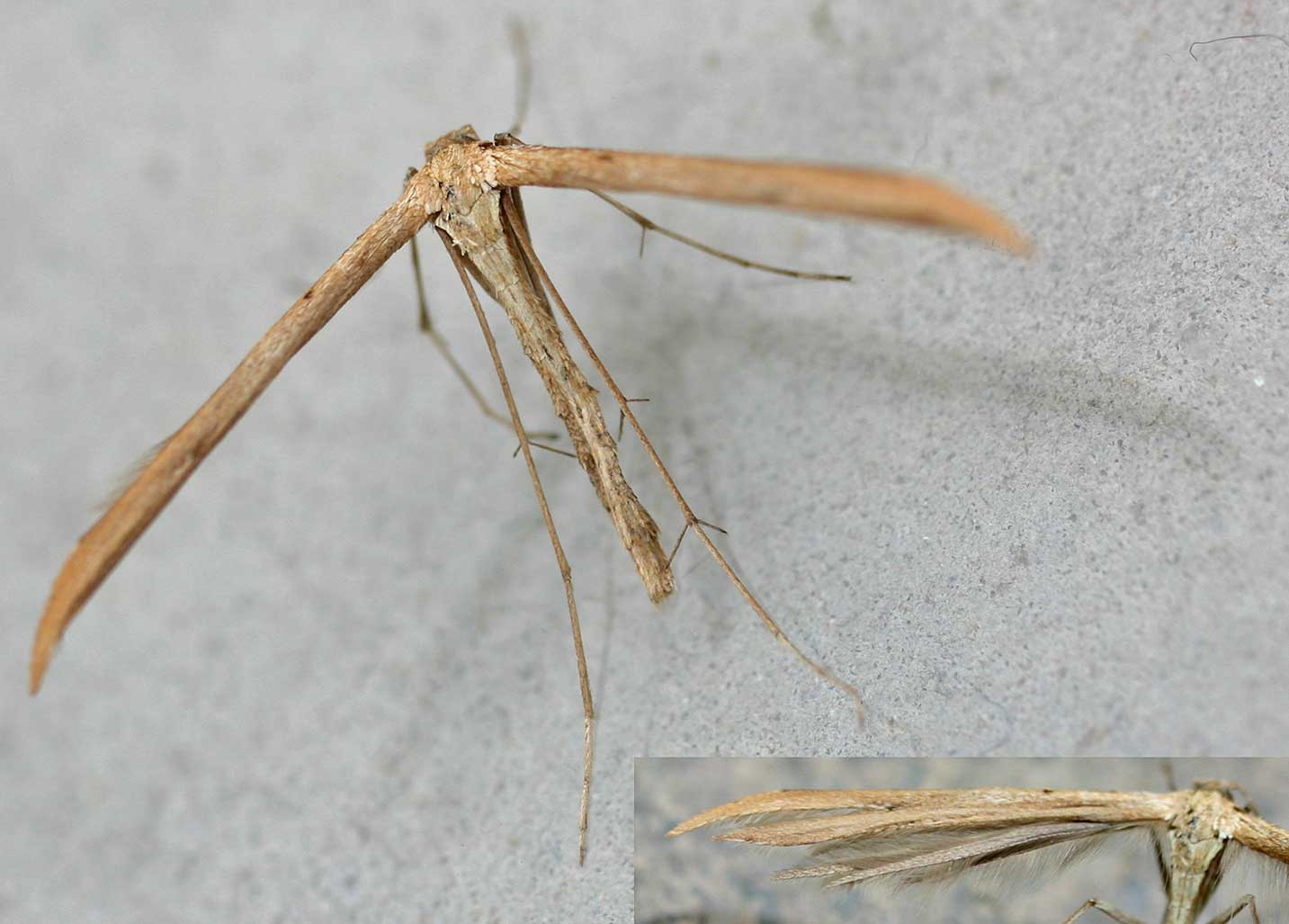
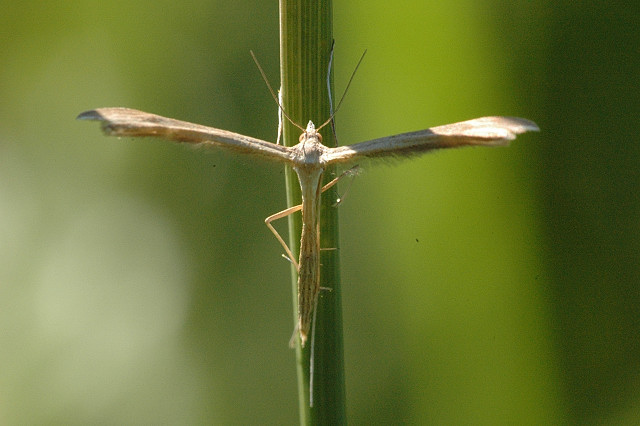